# Mirlan Murzayev
Mirlan Murzayev (en kirguís: Мирлан Мурзаев; en ruso: Мирлан Абдраимович Мурзаев; Kochkor-Ata, Unión Soviética; 29 de marzo de 1990) es un futbolista de Kirguistán que juega en la posición de delantero y que actualmente milita en el Navbahor Namangan de la Liga de fútbol de Uzbekistán.

## Carrera

### Club
| Periodo   | Club                             |
| --------- | -------------------------------- |
| 2005–2006 | Molodyozhnaya Sbornaya           |
| 2006      | FC Muras-Sport Bishkek           |
| 2007–2010 | FC Dordoi Bishkek                |
| 2010      | → FC Lokomotiv-2 Moscow (cedido) |
| 2011–2012 | Hapoel Petah Tikva FC            |
| 2012–2013 | FC Dordoi Bishkek                |
| 2014      | Denizlispor                      |
| 2014–2015 | FC Dordoi Bishkek                |
| 2015–2016 | Afjet Afyonspor                  |
| 2016–2017 | Utaş Uşakspor                    |
| 2017–2018 | Serik Belediyespor               |
| 2018–2019 | Somaspor                         |
| 2019      | FC Dordoi Bishkek                |
| 2019      | Doğan Türk Birliği               |
| 2019–2021 | FC Dordoi Bishkek                |
| 2021–2022 | Chennaiyin FC                    |
| 2022      | FC Alga Bishkek                  |
| 2022–     | Navbahor Namangan                |

### Selección nacional
Debutó con Kirguistán en 2009 y su primer gol con la selección lo anotó el 28 de marzo de 2009 en el empate 1-1 ante Nepal en Katmandú por la Clasificación para la Copa Desafío de la AFC 2010.
Formó parte de la selecciones que participaron en los Juegos Asiáticos de 2010 y en la Copa Asiática 2019, y actualmente es el jugador con más partidos y más goles con la selección nacional.

## Logros
Dordoi Bishkek
- Kyrgyzstan League: 2007, 2008, 2009
- AFC President's Cup: 2007[9]